# Гиперавторство
Гиперавторство — термин в библиометрии, использованный Блезом Кронином из Индианского университета в Блумингтоне.

## Описание
Гиперавторство обозначает современное явление в науке (обычно экспериментальной), при котором число авторов одной научной статьи достигает тысяч, и полный список авторов оказывается сопоставим по размеру с содержательной частью статьи. Зачастую тогда полная версия списка остается доступной только в онлайн-версии статьи. Данное явление уже было учтено компанией «Clarivate Analytics», награждавшей самых цитируемых российских учёных и исследовательские организации в 2016 году — в учёт не брались статьи с более чем 30 соавторами. Однако пока правила ВАК не отражают этого явления — для защиты кандидатской диссертации по естественным наукам соискателю всё ещё достаточно иметь две публикации в журналах из списка, рекомендованного ВАК, при этом число соавторов до сих пор не ограничено. Уже появилась шутка, что число коллег может измеряться в «килоавторах».

## Критика
Негативные последствия гиперавторства:
- Большой объём печатной версии научных статей, большие затраты на бумагу.
- Невозможность адекватно оценить личный вклад каждого автора.
- Фамилия учёного влияет на его упоминание. Так, например, французский физик Жорж Аад (Georges Aad) обычно упоминается первым в числе соавторов, если список составляется по алфавиту. За последние десять лет он был указан как первый автор в 458 научных работах[4], в том числе в работе по физике с 5154 авторами[5].
- У гиперавторов обычно чрезвычайно высокий индекс Хирша.

## Примеры статей с гиперавторством
- Aad G. et al. (ATLAS Collaboration, CMS Collaboration). Combined Measurement of the Higgs Boson Mass in pp Collisions at √s = 7 and 8 TeV with the ATLAS and CMS Experiments (англ.) // Physical Review Letters : journal. — 2015. — May (vol. 114, no. 19). — doi:10.1103/PhysRevLett.114.191803. — Bibcode: 2015PhRvL.114s1803A. — arXiv:1503.07589. — 5154 автора.
- Nature 522, 68–72 (04 June 2015) — Published online 13 May 2015 — doi:10.1038/nature14474 — около 2700 авторов.
- Leung, W. et al. Genes Genomes Genet. 5, 719—740 (2015) — doi:10.1534/g3.114.015966 — около 1000 авторов.
- G. Aad et al. Physics Letters B, 716, 1—29 (2012). — doi:10.1016/j.physletb.2012.08.020 — 2932 автора.
- The CMS Collaboration et al. The CMS experiment at the CERN LHC. Journal of Instrumentation, Volume 3, August 2008 — doi:10.1088/1748-0221/3/08/S08004 — свыше 3000 авторов.